# Mafia II
Mafia II là một trò chơi bắn súng góc nhìn thứ ba kết hợp với yếu tố phiêu lưu và là phần tiếp theo của Mafia: The City of Lost Heaven. Nó được phát triển bởi 2K Czech (tức Illusion Softworks) và phát hành bởi 2K Games. Được giới thiệu vào tháng 8 năm 2007 tại hội chợ game Leipzig nhưng đến tận ba năm sau Mafia II mới chính thức được phát hành trên các hệ máy PC, XBOX và PS3. Phiên bản Mac OS X của game được phát hành bởi Feral Interactive vào tháng 12 năm 2011. Một phiên bản chơi trên điện thoại được phát triển bởi Twistbox Entertainment và phát hành vào năm 2010 bởi Connect2Media.
Mafia II đưa người chơi trở về Empire Bay (một thành phố giả tưởng có nhiều điểm tương đồng với thành phố New York, Chicago và San Francisco) và điều khiển nhân vật chính Vito Scaletta. Bối cảnh trong Mafia II xảy ra sau khi sự kiện Tommy (nhân vật chính bản đầu tiên) khai ra toàn bộ thông tin về gia đình tội phạm nhưng ông trùm chính trong gia đình Salieri là Don được cho là vẫn còn sống. Mafia II vẫn mang trong mình những ưu điểm của phần một như độ sâu sắc của cốt truyện trên nền đồ họa mới tuyệt đẹp. Game có một kết thúc mở (open ending), người chơi không rõ số phận của nhân vật Vito cũng như Joe Barbaro ra sao.

## Gameplay và đồ họa
Game có bối cảnh vào những năm 40 - 50 ở thành phố Empire Bay (một thành phố viễn tưởng dựa trên các thành phố New York, Chicago và San Francisco). Có tổng cộng 30 - 40 loại xe trong game (45 loại nếu có bản download).
Mafia II có khá nhiều loại súng so với bản đầu tiên. Một số loại súng cũ vẫn còn giữ lại như Thompson, Colt M1911 và Winchester Mẫu 12 (súng săn, súng bắn đạn hoa cải, súng bắn đạn ghém - shotgun). Những loại súng mới bao gồm súng săn (shotgun) Remington Model 870, MP-40, M3 Grease Gun, MG-42 và Beretta 38.
Hệ thống tương tác trong Mafia II đã phát triển và nâng cấp lên từ bản đầu tiên, từ xe cộ, đồ vật hai bên đường đến những chi tiết nhỏ nhặt như vết tuyết dưới mặt đường, những tia lửa xẹt ra khi nổ xe.Một điều khá mới mẻ trong Mafia II đó chính là hệ thống núp - bắn giống như tựa game nổi tiếng Gears of War, Vito có thể núp vào một góc tường và ló ra bắn.Các góc tường khi bị bắn sẽ nát ra và bay tung tóe, nếu người chơi bắn nhiều cột tường sẽ lòi cả bê tông - cốt thép bên trong ra.Vito có hai cách để mở cửa cũng như mở xe, cách im ắng là mở khóa còn cách bạo lực sẽ là dùng tay đập nát kính để mở cửa.Một điều khá mới mẻ trong Mafia II đó chính là hệ thống đấu cận chiến khi Vito gây sự với ai hoặc phải đánh nhau theo nhiệm vụ, sẽ xuất hiện một cảnh chỉ tập trung vào hai người, Vito chỉ việc né và đấm lại hoặc thực hiện những đòn combo để hạ gục đối thủ.
Điều hoàn toàn mới mẻ trong Mafia II đó chính là các đoạn cắt cảnh (cutscene), khi Vito mặc đồ gì, lái xe loại nào hoặc cầm súng nào ở cảnh game trước đoạn cắt cảnh thì khi vào cắt cảnh Vito vẫn mặc bộ đồ đó, mang khẩu súng đó và lái đúng loại ôtô đó. Nhưng có một vài cảnh vẫn được sắp đặt trong game như nhiệm vụ ám sát tên đứng đầu phe gangster đối địch ở khách sạn Empire Arms.
Thời tiết trong Mafia II được thiết kế trên nền đồ họa mới của 2K nên thể hiện rất chân thực và sống động khung cảnh trong game (nếu người chơi để ở mức cấu hình cao nhất).Các tia nắng xuyên thấu các tầng mây, tuyết rơi lộp bộp trên đường (trong những nhiệm vụ đầu game).Chỉ có một vài nhiệm vụ trong game có trời mưa, đồ họa của hãng đã đồ họa xuất sắc trần nhà hơi ướt và trơn.Ánh sáng trong game có độ chân thực rất cao, hệ thống bóng (shadow) cũng được đồ họa kỹ đến từng chi tiết nhỏ nhất.
Nếu hệ thống tương tác trong game đã tốt thì mặt nhân vật trong game còn được đồ họa tốt và chi tiết hơn từ những chi tiết chính như khuôn mặt, miệng, mũi đến những chi tiết nhỏ như mái tóc, lông mày, vết tàn nhan,...
Có ba đài radio trong game, Empire Central, Empire Classic và Delta với những bản tin, nhạc và quảng cáo có bản quyền.Ba đài radio bao gồm nhiều kiều nhạc khác như rock and roll, big band, rhythm and blues, doo-wop được thể hiện bởi các nghệ sĩ như Chuck Berry, The Everly Brothers, Dean Martin, Little Richard, Muddy Waters, Buddy Holly & The Crickets, Bing Crosby, Bill Haley & His Comets, The Chordettes, Bo Diddley, Rick Nelson, Eddie Cochran, The Champs, The Drifters, The Fleetwoods, Screamin' Jay Hawkins, The Andrews Sisters cùng nhiều nghệ sĩ khác.

## Cốt truyện

Nhân vật chính Vito Scaletta.

Game bắt đầu vào thời điểm tháng 10 năm 1951 khi Vito Scaletta nhìn vào cuốn album gia đình với điếu thuốc trên tay tại căn hộ ở Oyster Bay và với giọng buồn buồn anh kể lại sự việc cũng như cuộc đời sai trái của mình.
Vito sinh ra trong một gia đình nghèo ở Sicilia vào năm 1925. Nhận thấy tình hình chiến tranh ở châu Âu ngày càng tồi tệ, cả gia đình Vito bao gồm bố, mẹ và chị gái Francesca quyết định bỏ đất nước và đi theo giấc mơ về chân trời mới ở Mỹ. Cả gia đình đến Empire Bay vào mùa xuân năm 1931. Nhưng tất cả các giấc mộng về một nơi ở cũng như cuộc sống tốt hơn nhanh chóng sụp đổ ngay trước mắt khi bố Vito chỉ kiếm được một công việc nho nhỏ ở bến cảng là chuyển các thùng rượu. Khi Vito lớn lên, anh quen biết và trở thành bạn thân với một tên du côn ở địa phương tên Joe Barbaro. Vào năm 1943, bố Vito bất ngờ chết một cách bí ẩn ở cảng trong ca làm việc của mình, để lại khoản nợ khổng lồ cho cả gia đình gánh chịu, chị gái Francesca đã có công việc nhưng Vito thì vẫn lông bông, vì có Joe đứng phía sau xúi giục, một hôm cả hai cùng đi ăn cướp tiệm đá quý nhưng bất ngờ bị một cảnh sát đi tuần phát hiện, Joe trốn thoát được còn Vito bị bắt. Đúng lúc đó, quân đội Mỹ đang tìm người nhập ngũ biết nói tiếng Ý, Vito có hai lựa chọn, đi tù hoặc nhập ngũ và anh đã quyết định đi nhập ngũ.

Bạn thân nhất của Vito, Joe Barbaro.

Vito phục vụ trong sư đoàn nhảy dù số 504. Anh đến Sicilia vào tháng 7 năm 1943, và có nhiệm vụ giải thoát cư dân ở một thị trấn nhỏ khỏi tay bọn phát xít, tuy nhiên đội của Vito đã chết hết trong quá trình làm nhiệm vụ. Sau khi tiêu diệt bọn lính trong ngôi nhà, Vito lên trên ban công và điều khiển súng máy MG-42 bắn chết những tên địch đang cố gắng tiến lại gần. Trong quá trình bắn anh suýt bị bắn chết bởi một chiếc xe tăng. Nhưng không lâu sau đó, Don Calo - tên trùm băng Mafia Sicilia, đến để thuyết phục các tên lính phát xít Ý bỏ súng đầu hàng. Vito tiếp tục cuộc chiến nhưng bị lính Đức bắn bị thương, anh được đưa đến bệnh viện và gửi về lại Mỹ.

Chị gái nhân vật chính, Francesca.

Vito trở về Empire Bay vào tháng 2 năm 1945, Joe đợi ở nhà ga và lấy xe chở anh ta đến quán bar Freddy, Joe kể anh ta nghe về tình hình ở Mỹ hiện tại và để Vito gọi cho một vài người. Sau đó, Joe chở anh về trước ngõ ở nhà, dặn Vito nhớ gọi cho hắn ngày mai. Khi Vito trở về, các người dân trong khu phố nhận ra ngay lập tức, anh mở cửa nhà trước sự ngỡ ngàng của mẹ và chị gái. Vito ăn bữa tối với gia đình và trở về phòng, anh nhận ra căn phòng chẳng thay đổi mấy từ khi anh ra đi. Sáng hôm sau, trên đường đi bộ đến tìm nhà Joe (nhà Joe cách nhà Vito không xa lắm), Vito bắt gặp một tên côn đồ đang bắt nạt chị anh, Vito nhanh chóng sấn tới và cho hắn một trận nhưng tên côn đồ dọa rằng hắn sẽ còn quay lại. Vito quay sang hỏi chị mình có chuyện gì xảy ra và tại sao tên côn đồ đó lại đến đây nhưng Francesca từ chối trả lời. Sau nhiều lần hỏi dồn cuối cùng Francesca mới chịu khai thật là trước khi chết bố Vito có vay mượn một khoản tiền khổng lồ lên đến $2000 và tên côn đồ đó đến đây là để đòi tiền. Vito nhanh chóng đến căn hộ của Joe, khi đến đó, Vito choáng ngợp trước những gì mà Joe có, nhà xịn, gái đẹp với cả sấp tiền trong túi. Joe giới thiệu Vito với Giusseppe, tên này chính là người làm giấy khám sức khỏe giả để miễn nghĩa vụ quân sự và bày cho Vito cách phá các hệ thống khóa. Sau đó, Joe tiếp tục giới thiệu Vito với Mike Bruski - chủ một cơ sở tiếp nhận phế liệu, Vito có thể đến đây lái chiếc xe ăn cướp được vào máy dập xe của Mike và lấy tiền công. Sau khi Joe dẫn Vito đi làm một vài việc nho nhỏ thì hắn mới nói với Vito rằng để trả được khoản nợ của bố anh, Vito bắt buộc phải nghe theo lời hắn và làm việc cho một số tổ chức xã hội đen. Vito bắt đầu dấn thân vào con đường tội phạm mà về sau anh có muốn cũng không thể rút ra được. Cùng lúc đó, mẹ Vito dặn dò anh là phải kiếm được một công việc chân chính như bố mình mặc dù đồng lương ít ỏi nhưng cũng có thể sống thanh thản. Vito vâng lời mẹ, anh đến cảng gặp Derek Pappalardo - một tên tội phạm đội lốt người chủ cảng, anh được hắn giao cho nhiệm vụ đi thu tiền của những người công nhân và được phép sử dụng vũ lực nếu không nói lời được. Trong nhiệm vụ này, người chơi sẽ chỉ "nói lời" được với một vài công nhân còn số còn lại đều phải sử dụng đến "vũ lực", nguy hiểm nhất chính là tên công nhân da đen to con nhất trong cảng, Vito phải đánh nhau khá lâu mới có thể hạ gục được hắn. Sau khi thu tiền xong, Vito lên gặp Derek và được hắn khen ngợi, tên tay sai Steve Coyne giao cho Vito nhiệm vụ bốc vác những thùng rượu và để vào trong xe. Làm xong và chỉ được trả ít đồng, Derek yêu cầu Vito tiếp tục xuống làm nhiệm vụ bốc vác nhưng anh từ chối một cách giận dữ và nói rằng thà về làm với Joe còn hơn. Khi nghe đến Joe Barbaro, Derek bỗng giật nảy mình và mời Vito ngồi lại để hắn thực hiện một cuốc điện thoại kiểm tra. Sau khi được Joe xác nhận, Derek thay đổi thái độ với Vito và bảo rằng anh có thể quay lại làm một số công việc với đồng lương cao hơn.
Công việc bất chính bắt đầu khi Joe giới thiệu Vito với Henry Tomasino - một tên đệ tử chính của băng Clemente, Henry yêu cầu Vito ăn cướp các phiếu xăng từ OPA và mang về cho hắn. Vito đã hoàn thành xuất sắc nhiệm vụ tuy nhiên các phiếu xăng đã gần hết hạn sử dụng và Henry yêu cầu Vito nhanh chóng bán tháo chúng cho những trạm xăng để lấy tiền. Ngày hôm sau, Vito và Joe đi ăn cướp tiệm vàng và bất ngờ đụng độ băng gangster Ai Len do Brian O'Neill cầm đầu, nhưng Vito và Joe đã tìm cách chạy thoát được còn băng của Brian thì bị bắt vào tù.

Kẻ giết bố của Vito, Derek Pappalardo.

Sau khi đào tẩu và trở về nhà an toàn, ngày hôm sau, Henry nhận lệnh từ Luca Gurino - cánh tay phải của Clemente, là phải giết bằng được Sidney "Fat Man" Pen (tên mập Sidney Pen) - một tên đi đòi nợ cho Clemente và lấy hết số tiền khổng lồ để đầu tư cho riêng mình mà không chịu trả lại cho Clemente. Sidney đã tìm cách thoát khỏi sự truy đuổi của đám gangster nhà Clemente và bây giờ Henry cùng Vito - Joe có nhiệm vụ truy sát hắn. Luca nói rằng nếu hoàn thành nhiệm vụ Vito và Joe có thể gia nhập gia đình Clemente với điều kiện phải trả phí lên đến $5000 (Vito-Joe đều phải miễn cưỡng đồng ý). Đầu tiên để có thể ám sát Sidney, Henry đã thuê một ngôi nhà có cửa sổ nhìn thẳng ra phía Sidney cùng các đàn em sẽ đến nhưng vẫn còn thiếu một thứ vũ khí có hỏa lực mạnh để "giết gọn". Vito được Henry yêu cầu đến tên chợ đen chuyên cung cấp vũ khí Harry, sau khi lấy khẩu MG-42 từ chỗ Harry, Vito mang về lại căn hộ đối diện mà Henry đang chờ sẵn. Trong quá trình chờ đợi Vito khám phá ra rằng Henry cũng là người Ý nhập cư ở Mỹ và có bố bị chết trong chiến tranh. Sidney vừa đến thì cũng là lúc đám đệ tử hắn phát hiện ra Henry, Vito và Joe đang đứng trên ô cửa sổ mai phục. Vito nhanh chóng giết hết đám đệ tử nhưng Sidney đã chạy mất vào trong, sau một hồi giao đấu, Henry bắt được Sidney nhưng không toan giết, khi vừa quay lưng lại Henry bị Sidney rút súng ra bắn vào chân, Vito và Joe nhanh chóng quay lại bắn một loạt đạn vào người Sidney. Vito lái xe chở Henry đến chữa vết thương tại nhà bác sĩ El Greco, bác sĩ riêng của nhà Clemente. Khi đến nơi, Henry trả Vito $2000 vì hoàn thành xuất sắc nhiệm vụ. Vito nhanh chóng về đưa tiền cho Francesca để cô trả nợ, Francesca có hỏi đâu ra số tiền lớn như thế này nhưng Vito từ chối trả lời. Ngày hôm sau vừa mới ra khỏi căn hộ của Joe, Vito bị cảnh sát vây bắt vì tội ăn cướp tài sản quốc gia trái phép. Tòa tuyên án Vito 10 năm tù, Clemente có thuê luật sư bào chữa cho Vito nhưng chỉ để bịt miệng Vito ngăn không cho anh khai ra những hoạt động phi pháp của gia đình. Joe được lệnh của Clemente đi điều tra xem kẻ nào đã khai ra Vito, hắn phát hiện và đánh cho tên nhân viên ở trạm xăng một trận đòn thừa sống thiếu chết. Hắn khai ra Stan, Joe đến tìm Stan và trong quá trình rượt đuổi Stan đã khai ra Richie Mazzeo. Joe đuổi theo Richie và giết hắn bằng cách ném xuống hồ băng.

Bộ óc đứng đằng sau gia đình Vinci, Leo Galante.

Vào tù, Joe dặn dò Vito phải đi tìm một mafia tên là Leo Galante, trên đường đi tìm, Vito đã bất ngờ gặp lại Brian O'Neill và hắn cũng nhận ra Vito ngay lập tức. Vito và Brian đã đánh nhau ngay tại đó, Leo cũng theo dõi. Sau khi bị quản giáo phát hiện và giải tán, Vito được Leo dẫn đến phòng tập thể hình trong tù (gym) để chỉ cách đánh nhau và cho giao đấu với một vài đối thủ "khó chơi" trong tù. Leo kể với Vito rằng ngoài gia đình Clemente còn có hai gia đình khác nữa là Falcone và Vinci. Hàng năm các gia đình thường tổ chức một cuộc họp mặt để gặp gỡ, bàn bạc về việc phân chia địa bàn trong khu vực và giải quyết các mâu thuẫn trong băng nhóm. Một trong những đấu sĩ của Leo là Pepe bị đánh trọng thương bởi Brian, Vito có nhiệm vụ dạy cho hắn một bài học bằng cách bẻ gãy vài cái xương, tuy nhiên Brian lại chơi xấu và dùng con dao thủ sẵn trong người để ra tay với Vito nhưng may mắn là Vito có thể khống chế lại Brian và dùng con dao cắt cổ Brian. Nhờ có Leo bao bọc, Vito không bị truy tố vì tội giết Brian và án tù được giảm xuống còn 6 năm. Ở trong tù, Vito cũng nghe tin rằng chị Francesca đã làm đám cưới và mẹ anh đang bị bệnh nặng. Mặc dù Vito đã để lại tiền để thuê bác sĩ tốt chăm sóc cho mẹ và gửi tiền làm quà cưới cho chị nhưng rốt cuộc tất cả số tiền đó đều được dồn vào để làm đám tang cho mẹ Vito bởi bà ra đi không lâu sau khi Vito nghe tin bà bệnh.

Ông trùm gia đình Falcone, Carlo Falcone.

Vito mãn hạn tù vào tháng 4 năm 1951. Khi ra tù, giống như mọi lần, Joe đều đợi sẵn để đón. Bây giờ Joe không còn làm việc cho Clemente nữa mà làm việc cho Eddie Scarpa - ông trùm chỉ dưới trướng Falcone. Sau khi gặp gỡ và nói chuyện với Eddie, tên này đã rủ cả Joe và Vito đến một câu lạc bộ khiêu dâm trong vùng để ăn chơi. Trên đường trở về nhà, khi ngửi thấy mùi hôi thối bốc lên từ chiếc xe, Joe tưởng rằng Eddie đã ói trong xe nhưng không hắn đã giết Frankie Potts. Vito đã dừng xe lại và chôn xác người này bên đường. Sáng hôm sau, Eddie giao cho Joe và Vito một xe hàng chứa đầy thuốc lá, yêu cầu họ đi bán lẻ kiếm lời nhưng phải tránh cảnh sát. Việc buôn bán đang diễn ra suôn sẻ thì bất ngờ Joe và Vito bị một băng gangster chuyên lái xe tốc độ cao đến quấy phá. Quá bực tức Joe đã bắn chết tên cầm đầu, còn bọn gangster thì ném bom lửa molotov đốt xe chở thuốc lá. Khi trở về, Eddie tức giận và yêu cầu hai người phải trả hắn $2000, hắn nhấc máy liên lạc với Steve và bảo Joe - Vito đến đó nhập bọn. Khi đến nơi, Steve cũng đang tức tối muốn kiếm bọn gangster này trả thù bởi bọn chúng đã từng đấm gãy răng của em trai hắn. Cả bọn phá hủy nhà bọn gangster kia và giết sạch toàn bộ. Xong việc, Joe và Vito mỗi người lái một chiếc xe tốc độ cao đi bán lấy tiền về trả cho Eddie.
Sáng hôm sau, Eddie gặp Vito ở quán bar và thông báo rằng kế toán tài chính của băng là Harvey "Beans" Epstein cùng bảo vệ của ông ta là Antonio "Tony Balls" Balsamo đã bị bắt cóc. Y nghi ngờ Luca của băng Clemente là nghi can số một và yêu cầu Vito đi theo dõi tên này. Đến nhà máy chế biến thịt động vật, Vito phải chui xuống dưới cống và tìm đường thông lên. Vito nghe thấy có tiếng la ở trong khu phân xưởng phía sau, đoán là hai người cần tìm, anh lẻn vào trong nhưng bất ngờ bị phát hiện. Vito giết tên chặt thịt to cao nhất đám, giải cứu cho Antonio và Harvey. Xong việc, Vito lên xe trở về báo tin cho Eddie để Luca cho Antonio "xử".
Vito trở về quán bar báo tin cho Eddie trong tình trạng người dính đầy chất bẩn (trong quá trình đi dưới cống, anh vô tình bị nước cống từ khu nhà máy đổ trúng), Eddie khen ngợi và yêu cầu Vito về thay đồ. Joe gọi điện thông báo cho Vito rằng tối nay sẽ có việc quan trọng, quyết định đến cuộc đời Vito. Buổi tối hôm đó, Vito và Joe đến một nhà hàng sang trọng của Falcone, cả hai được Eddie đưa vào làm một buổi lễ gia nhập tổ chức. Falcone đọc lời thề của nhóm (dã man, tàn bạo đến nỗi nếu kẻ thù là anh, chị, em, bố hay mẹ trong gia đình thì vẫn phải giết), cả hai cắt tay chảy máu và giữ tấm hình Chúa đang cháy. Cả hai chính thức trở thành thành viên trong gia đình Falcone. Buổi tiệc có sự góp mặt của Derek Pappalardo, Frank Vinci và Leo Galante. Leo cảm thấy vui mừng cho Vito nhưng thất vọng vì anh không gia nhập gia đình Vinci.
Đoạn cắt cảnh cho thấy từ ngày trở thành một thành viên trong gia đình Falcone, cuộc sống của Vito lên như "diều gặp gió", Vito thực hiện rất nhiều phi vụ có nhiều tiền, nhà cửa và gái đẹp. Nhưng càng nhấn sâu vào anh càng không thể rút ra.

Ông trùm của gia đình Clemente, Alberto Clemente.

Sau nhiều nhiệm vụ thành công, Vito đã có được sự tin tưởng từ Falcone, và bây giờ nhiệm vụ lớn nhất của Vito và Joe được gia đình giao cho là phải giết bằng được Clemente - tên gangster ngáng đường, cản trở mọi hoạt động phi pháp của gia đình Falcone. Để thực hiện nhiệm vụ này, Joe được Eddie giao cho một khối thuốc nổ C-4. Biết được thông tin Clemente sẽ tổ chức một cuộc họp gia đình hàng năm tại khách sạn Empire Arms để bàn bạc chuyện quan trọng, Joe rủ thêm Marty trong khi Vito kịch liệt phản đối. Đến bãi đỗ xe của khách sạn, Joe đưa cho Marty một khẩu súng để phòng thân và yêu cầu cậu phải ở lại xe để trông chừng. Joe và Vito đến phòng thay đồ của công nhân quét dọn, thay đồ và mang một bộ râu giả để tránh bị phát hiện. Trên đường đi đến thang máy, Joe và Vito bị bắt lau dọn bãi nước, cùng lúc này cả hai cùng thấy Henry đang đi xuống áp giải ai đó. Lau dọn xong cả hai lên đến phòng họp của Clemente, mấy tên gangster chỉ định cả hai vào lau dọn bãi ói của một tên, Vito chịu trách nhiệm lau còn Joe thì gắn thuốc nổ dưới gầm bàn. Xong việc cả hai đi lên tầng thượng, xử vài tên gangster, sử dụng máy chở công nhân lên - xuống lau cửa sổ, xuống phòng họp của Clemente để gắn nốt kíp nổ. Cả hai đi lên, ít phút sau, cả phòng họp nổ tung nhưng Clemente may mắn thoát chết vì hắn đang ở trong nhà vệ sinh. Vito và Joe nhanh chóng đuổi theo, sau khi dọn dẹp sạch sẽ khách sạn, cả hai xuống bãi đỗ xe thì phát hiện Marty đã bị bắn chết từ trước. Joe điên cuồng đuổi theo và giết chết Clemente sau một cuộc truy đuổi bằng xe. Xong việc Vito và Joe rời khỏi hiện trường. Tối hôm đó, khi Vito đang ngủ thì một nhân viên quán bar gọi điện đến báo rằng Joe không chịu rời quán và cứ luôn mồm lảm nhảm cái gì đó liên quan đến một người tên là Marty. Sợ Joe nghĩ quẩn, Vito nhanh chóng đến quán thuyết phục Joe quay về, không ngờ anh ta điên cuồng bắn chết luôn người phục vụ bar. Vito phải dìu Joe lên xe chở về nhà, sau khi chở Joe về nhà, Vito lái đến một bãi đất trống để chôn xác người phục vụ bar.

Ông trùm gia đình Vinci, Frank Vinci.

Một thời gian sau, Henry bất ngờ liên lạc với Vito và nhờ anh giới thiệu hắn với Eddie để gia nhập gia đình Falcone. Eddie giao cho Henry nhiệm vụ để "thử việc" là đi giết Leo Galante. Vito từ chối tham gia vì đó là ân nhân cứu mạng mình. Mặt khác, Vito tức tốc chạy đến nhà Leo thông báo cho ông này biết, Leo ngạc nhiên tưởng rằng Vito thuê người đến giết mình, sau một hồi giải thích, Leo nói rằng ông chẳng còn gì để sống từ khi người vợ chết và sẵn sàng ra đi. Vito tìm cách thuyết phục Henry là đơn giản để Leo biến mất. Vito chở Leo ra nhà ga đi đến Lost Heaven, Leo biết ơn Vito và đó chính là lý do vì sao về sau Leo cứu mạng Vito. Khi trở về nhà, Vito thấy chị gái Francesca đang khóc, hỏi ra mới biết rằng người chồng Eric Reilly đã ngược đãi Francesca. Tức giận, Vito đến căn hộ của Eric thấy tên này đang ôm gái điếm, nói lời không được Vito cầm nguyên chai rượu phang thẳng vào đầu Eric, với giọng giận dữ Vito dặn Eric rằng hắn phải đối xử tốt với chị gái mình bằng không Vito sẽ lấy mạng hắn. Vito giải tán bữa tiệc, đuổi tất cả mọi người về. Francesca gọi điện báo với Vito rằng Eric đã xin lỗi và hứa không lặp lại những hành động như vậy nữa, Vito nói sẽ giết hắn nếu còn lăng nhăng. Thấy cách ứng xử quá côn đồ của em mình, Francesca sợ hãi và yêu cầu Vito tránh xa vợ chồng chị ta ra. Buồn bã, Vito lên giường ngủ.
Đang ngủ thì đến nửa đêm băng gangster Ai Len với người cầm đầu mới là Mickey Desmond - anh họ Brian, đến đốt nhà và đòi giết Vito để trả thù cho em hắn. Chạy thoát ra khỏi đó với tình trạng không quần áo, vũ khí cũng như tiền bạc, Vito đến nhà Joe cầu cứu. Cả hai tức giận lên xe đến quán bar của băng gangster Ai Len giết sạch đám côn đồ và cả Mickey Desmond. Joe đưa cho Vito chìa khóa căn hộ của Marty để ở tạm.

Henry bị chém chết ở công viên Lincoln.

Henry biết tình hình hiện tại của Joe và Vito nên đã rủ cả hai người cùng tham gia buôn bán ma túy, y giải thích rằng cuộc thanh trừng Clemente chẳng qua là để che giấu hành vi trái với luật lệ của các gia đình của Falcone bởi vì chính Falcone cũng tham gia bán ma túy. Nhưng Henry có thể buôn bán ma túy cho một băng đảng khác không dính líu tới điều lệ của các gia đình đó chính là hội Tam Hoàng. Cả ba đến gặp Bruno Levine - tên cho vay nặng lãi lớn nhất trong khu vực, Henry mượn Bruno $35,000 và hứa trả lại $55,000 vào cuối tuần. Bộ ba đến gặp Wong - tên đứng đầu băng Tống nằm trong hội Tam Hoàng trong vùng, giao dịch xong bất ngờ Wong trở mặt cho lực lượng cảnh sát giả đến cướp hàng nhưng cả ba đã giết sạch băng Tống ở đó và trốn thoát được. Cả ba bắt đầu đi bán ma túy và trở nên giàu có trở lại, đến trước thời điểm cuối tuần cả ba đã có đủ tiền để trả Bruno.
Việc buôn bán đang diễn ra tốt đẹp thì bất ngờ Henry gọi cho Vito và thông báo rằng Falcone đã phát hiện ra hành vi mua bán ma túy trái phép của ba người, hắn ta đã yêu cầu Eddie lấy $60,000 nhưng Henry vẫn chưa khai ra Vito - Joe. Henry hẹn Joe và Vito ra công viên Lincoln để bàn chuyện nhưng khi Vito dừng xe đến nơi thì nghe thấy tiếng la hét thất thanh, phát hiện ra Henry đang bị băng Tam Hoàng chém. Vito và Joe dùng súng bắn đuổi bọn chúng đi; khi đuổi xong thì Henry đã bị chém chết thảm. Đang chuẩn bị rời khỏi công viên thì Vito bất ngờ nhìn thấy Wong - tên gangster đứng đầu băng Tống đang đi xe ngang qua nhìn thấy xác Henry cười đắc ý. Vito rủ Joe lên xe đi theo, Wong vào nhà hàng riêng của hội ở phố Tàu. Quá tức tối Vito và Joe đi vào quậy phá nhà hàng, giết sạch đám gangster có mặt và đến văn phòng của Wong tra hỏi. Joe hỏi vì sao Wong lại thuê người giết Henry và hiện giờ tiền của họ ở đâu, Wong cho biết Henry là mật vụ ngầm của chính phủ và giải thích đó là lý do vì sao hắn ta lại cho người đến cướp lại ma túy hôm đó. Joe tức giận vì Wong không chịu khai ra chỗ giấu tiền và đã bắn thẳng vào đầu Wong, giết chết hắn.

Một trong những người đàn ông nguy hiểm nhất thành phố, Eddie Scarpa.

Vito về nhà, thức gần như trắng cả đêm và hiểu rằng mình đang ở trong rắc rối hơn bao giờ hết, việc quậy phá và giết người của hội Tam Hoàng đã loan đến những người chủ chốt băng đảng của chúng. Hội Tam Hoàng đổ lỗi cho gia đình Falcone và Vinci gây ra điều này và đòi giết hết cả hai gia đình. Nếu như Falcone hoặc Vinci phát hiện ra Joe và Vito có dính líu đến Henry thì họ cũng hết đời. Nhưng việc quan trọng hơn là phải trả đủ số tiền như đã định cho Bruno vào cuối tuần. Vì vậy Vito và Joe quyết định là phải tìm cách trả tiền cho Bruno trước.
Việc đầu tiên Eddie yêu cầu họ phải làm là giết Tommy Angelo (nhân vật chính của bản đầu), có thể lúc này Salieri vẫn chưa chết và đã mãn hạn tù, Falcone là đệ tử dưới trướng của Salieri lúc trước. Eddie giải thích rằng người đàn ông này đã bán đứng cả gia đình và yêu cầu họ phải giết nhanh gọn vì Tommy được liên bang bảo vệ rất nghiêm ngặt. Sau khi giết xong Tommy, Vito được Eddie trả cho một số tiền tương đối lớn nhưng vẫn chưa đủ để trả Bruno. Vito tiếp tục tìm đến bến cảng của Derek để kiếm chút tiền, đúng lúc Vito đến thì các công nhân trong cảng đang nổi loạn đòi đình công. Derek nhờ Vito tham gia đội bảo vệ đi trấn áp đám công nhân nhưng một trong số những công nhân đó đã nhận ra khuôn mặt của Vito rất giống với bố anh, ông ta nói rằng Derek cùng với Steve chính là người giết bố anh. Vito tức giận giết sạch tất cả các tay sai của Derek cùng với hắn. Anh lấy $25,000 tiền tiết kiệm của Derek. Khi đã đủ tiền bỗng nhiên Joe lại biến mất một cách bí ẩn, Vito được Eddie gọi đến Maltese Falcon để thông báo về cái chết của Henry và hỏi cặn kẽ rằng Vito có dính líu gì đến Henry, Vito phải giả vờ nói dối rằng anh ta chẳng biết gì đến cái chết của Henry. Vito đến tìm Giusseppe và biết được rằng người của Vinci đã bắt Joe đi. Vito đến quán bar Mona Lisa của Vinci hỏi chuyện thì bất ngờ bị chúng đánh ngất xỉu.

Một trong những người chủ chốt trong băng Tống (trực thuộc hội Tam Hoàng ở Empire Bay), Wong.

Tỉnh dậy ở một công trường cùng với Joe, Vinci đứng ngay trước mặt họ tra hỏi rằng có phải họ đứng đằng sau vụ tấn công nhà hàng của hội Tam Hoàng không, Joe một mực không khai và nói rằng anh ta chẳng biết Vinci đang nói gì, người của Vinci đánh Joe liên tục để bắt anh ta khai ra nhưng trong lúc chúng sơ ý Vito đã thoát ra được và giải thoát cho Joe. Cả hai tìm cách thoát ra khỏi công trường, Vito chở Joe đến nhà bác sĩ El Greco còn mình thì đi đến chỗ Bruno để trả tiền. Bruno cho biết ông ta rất tiếc về việc Henry bị chém chết, khi Vito rời đi thì bỗng nhiên Bruno hỏi họ tên anh, Vito trả lời tên anh là Vito Scaletta. Bruno nói rằng cái họ Scaletta làm ông ta nhớ đến một người đàn ông vay tiền ông ta nhưng rồi lại để người đàn bà khốn khổ đến trả tiền. Vito tức giận nhận ra Bruno chính là kẻ cho bố mình vay nặng lãi, anh rời đi với vẻ mặt đầy giận dữ.
Sáng hôm sau, Vito được Eddie hẹn đến đài quan sát để nói chuyện, trên đường đi thì chiếc limousine của Leo đến rước Vito lên xe để nói chuyện. Leo cho biết ông ta rất tức giận về hành vi của Vito ở nhà hàng của hội Tam Hoàng và nói Henry chính là người của chính phủ. Bây giờ cả thành phố đang náo loạn bởi hành vi của Vito, cả hội Tam Hoàng lẫn Vinci và Falcone đều muốn Vito phải chết và nếu không có Leo thì hội Tam Hoàng đã giết Vito - Joe từ lâu. Nhiệm vụ chính của Vito bây giờ là phải giết Falcone bằng mọi giá để xoa dịu băng Tam Hoàng và làm cho cảnh sát mất đầu mối điều tra. Những việc còn lại sẽ do một trong những người chủ hội Tam Hoàng là Chu - một người bạn của Leo - đứng ra dàn xếp thay Vito.
Khi Vito đến nơi, các đệ tử của Falcone đòi tước vũ khí của Vito nhưng anh từ chối và bắn chết chúng. Vito tiếp tục giết sạch các gangster cản đường. Vòng cuối được coi là vòng khó nhất trong game, với số lượng gangster rất nhiều. Vito đến phòng quan sát - cũng là phòng mà Falcone đợi sẵn nhưng điều mà Vito càng khó xử hơn đó chính là Joe - người bạn thân nhất của anh, đã bị Falcone mua chuộc, hắn ra lệnh Joe giết Vito nhưng Joe đã làm ngược lại không nghe theo lời của Falcone. Cả hai giết toàn bộ đám gangster ở phòng quan sát. Cuối cùng, Vito lên đạn khẩu súng và nói "You know something, Carlo? For the last ten years of my life all what I ever done was kill. I killed for my country. I killed for my family. I killed anyone who stand in my way. But this one, this one is for me" (Mày biết gì không, Carlo? Mười năm qua tao đã giết rất nhiều người, tao giết vì đất nước, tao giết vì gia đình, tao giết tất cả những ai cản đường tao nhưng lần này tao giết là vì tao). Nói xong, Vito bắn nhiều phát đạn vào người Falcone, giết chết hắn.
Trên đường đi ra ngoài xe của Leo chờ sẵn, Vito có hỏi vì sao Joe lại nghe theo lời của Falcone và Joe giải thích là vì hắn hứa cho nhiều tiền, gái đẹp, nhà cửa nhưng tình bạn của hai người đã khiến Joe không thể phản bội lại Vito. Đi ra ngoài, Joe và Vito mỗi người lên một xe. Vito có hỏi là Leo cho người chở Joe đi đâu, Leo trả lời lạnh lùng "Sorry, kid. Joe wasn't the part of our deal" (Xin lỗi nhưng Joe không nằm trong thỏa thuận của chúng ta). Ám chỉ là Joe sẽ bị chở đi để giết. Bây giờ Vito mới nhận ra cái giá nghiệt ngã mà một mafia phải trả, có tiền bạc, cuộc sống giàu sang nhưng họ mất bạn bè, cuộc đời và luôn phải sống trong lo sợ. Game kết thúc với hình ảnh thành phố Empire Bay đang mờ ảo dần trong cơn mưa tầm tã.

## Các nhiệm vụ trong game
Có tổng cộng 15 nhiệm vụ trong game, mỗi nhiệm vụ được chia ra làm nhiều đoạn nhỏ:
- The Old Country (Cố hương)
- Home Sweet Home (Quê hương tươi đẹp)
- The Enemy of The State (Kẻ thù của liên bang)
- Murphy's Law (Luật của Murphy)
- The Buzzsaw
- Time Well Spent (Thời gian có ích)
- In Loving Memory Of Francesco Potenza (Những ký ức vui vẻ của Francesco Potenza)
- The Wild Ones (Những người hoang dại)
- Balls And Beans
- Room Service (Dịch vụ phòng)
- Sea Gift (Món quà của biển cả)
- Exit The Dragon (Trốn chạy khỏi con rồng)
- Stairway To Heaven (Bậc thang lên thiên đường)
- Per Aspera Ad Astra

## Diễn viên lồng tiếng
- Vito Scaletta - Rick Pasqualone
- Joe Barbaro - Robert Costanzo
- Henry Tomasino - Sonny Marinelli
- Eddie Scarpa - Joe Hanna
- Carlo Falcone - Andre Sogliuzzo
- Leo Galante - Frank Ashmore
- Luca Gurino - Andre Sogliuzzo
- Frederico 'Derek' Pappalardo - Robert Costanzo
- Alberto Clemente - Nolan North
- Frank Vinci - Larry Kenney
- Steve Coyne - Mark Mintz
- Francesca Scaletta - Jeannie Elias

## Các loại xe xuất hiện trong game

Kiểu xe sang trọng trong những năm 1940, Lassiter đời 69.

### Những năm 1940

#### Xe bốn chỗ
- Culver Empire
- Shubert 38
- Smith V8
- Shubert Series AB

#### Xe cảnh sát
- Xe cảnh sát đặc biệt Culver
- Xe cảnh sát mật vụ Culver
- Xe buýt cảnh sát

#### Xe hai chỗ (có mui)
- Jefferson Provincial
- Smith Coupe
- Walter Coupe

#### Xe sang trọng
- Lassiter đời 69

#### Xe taxi
- Shubert 38

#### Xe tải và xe thùng
- Xe thùng vận chuyển đồ
- Hearse
- Shubert (xe thồ hàng)
- Shubert LKW (xe tải)
- Shubert (xe cào tuyết)
- Smith (xe tải)

#### Những loại khác
- Xe buýt công cộng Parry
- Xe tải quân đội GAI 353

### Những năm 1950

Kiểu xe thể thao trong những năm 1950, Shubert Frigate.

#### Xe thể thao
- Ascot Bailey S200
- ISW 508
- Shubert Frigate
- Smith Thunderbolt

#### Xe hai chỗ (có mui)
- Berkley Kingfisher
- Shubert Beverly
- Smith Mainline

#### Xe tải và xe thùng
- Hank B
- Milk Truck
- Xe tải bọc thép Shubert
- Smith Deluxe Station Wagon
- Xe chở dầu Hank B

#### Xe bốn chỗ
- Houston Wasp
- Potomac Indian
- Quicksilver Windsor
- Smith Custom 200
- Walker Rocket

#### Xe sang trọng
- Lassiter Series 75 Hollywood

#### Xe taxi
- Quicksilver Windsor

#### Xe cảnh sát
- Smith Custom 200

## Các bản soundtrack
Dưới đây là tất cả các bài hát mà người chơi có thể nghe được trong suốt quá trình chơi:
1. Riverboat Shuffle - Frankie Trumbauer & his Orchestra (1927)
2. Clarinet Marmalade - Frankie Trumbauer & his Orchestra (1927)
3. Come On and Stomp, Stomp, Stomp - Johnny Dodds (1928)
4. Good Little Bad Little You - Cliff Edwards (1928)
5. Beating the Dog - Joe Venuti & Eddie Lang (1929)
6. Gangster's Blues - Peetie Wheatstraw (1929)
7. Going Places - Joe Venuti & Eddie Lang (1929)
8. Stringin' the Blues - Joe Venuti & Eddie Lang (1929)
9. Happy Feet - Cab Calloway (1930)
10. By the Light of the Silvery Moon - Bing Crosby (1932)
11. It Don't Mean a Thing (If It Ain't Got That Swing) - Duke Ellington (1932)
12. Pennies from Heaven - Bing Crosby (1936)
13. The Pessimistic Character - Bing Crosby (1936)
14. I haven't Time to be a Millionaire - Bing Crosby (1936)
15. Sing, Sing, Sing (With a Swing) - Benny Goodman (1937)
16. You're Driving Me Crazy - Django Reinhardt (1937)
17. The Dipsy Doodle - Tommy Dorsey (1938)
18. Belleville - Django Reinhardt (1940)
19. Boogie Woogie Bugle Boy - The Andrews Sisters (1941)
20. Strip Polka - The Andrews Sisters (1942)
21. Praise the Lord and Pass the Ammunition - Kay Kyser & his Orchestra (1942)
22. Why Don't You Do Right - Benny Goodman & Peggy Lee (1943)
23. Vict'ry Polka - Bing Crosby & The Andrews Sisters (1943)
24. Straighten Up and Fly Right - The Andrews Sisters (1944)
25. G.I. Jive - Louis Jordan & his Tympany Five (1944)
26. There'll Be a Hot Time in the Town of Berlin - Bing Crosby & The Andrews Sisters (1944)
27. I've Got a Pocketful of Dreams - Bing Crosby (1944)
28. Rum and Coca-Cola - The Andrews Sisters (1945)
29. Caldonia Boogie - Louis Jordan & his Tympany Five (1945)
30. Ain't That Just Like a Woman - Louis Jordan & his Tympany Five (1946)
31. Choo Choo Ch'Boogie - Louis Jordan & his Tympany Five (1946)
32. That Chick's Too Young to Fry - Louis Jordan & his Tympany Five (1946)
33. Did you Ever Love a Woman - Gatemouth Moore (1947)
34. Friendship - Louis Jordan & his Tympany Five (1947)
35. Inflation Blues - Jack McVea (1947)
36. Open the Door, Richard - Louis Jordan & his Tympany Five (1947)
37. Everybody Eats When They Come to My House - Cab Calloway (1947)
38. Buttons and Bows - Dinah Shore (1948)
39. Happiness is a Thing called Joe - Peggy Lee (1948)
40. The Best Things in Life are Free - The Ink Spots (1948)
41. Auf Wiedersehn, Sweetheart - Les Baxter (1949)
42. Baby, It's Cold Outside - Dinah Shore & Buddy Clark (1949)
43. That'll Get It - Floyd Dixon (1949)
44. The Fat Man - Fats Domino (1949)
45. After the Lights Go Down Low - Albert Hibbler (1950)
46. Count Every Star - Albert Hibbler (1950)
47. Rock Around the Clock - Harold Singer (1950)
48. Jezebel - Frankie Laine (1951)
49. Pachuko Hop - Ike Carpenter Orchestra (1951)
50. Makin' Whoopee - Doris Day (1952)
51. I Can't Lose With the Stuff I Use - Lester Williams (1952)
52. Chow Mein - The Gaylords (1953)
53. Mercy Mr. Percy - Varetta Dillard (1953)
54. Rags to Riches - Jackie Wilson (1953)
55. That's Amore - Dean Martin (1953)
56. Che la Luna - Louis Prima & Keely Smith (1954)
57. Oh, Marie - Louis Prima (1954)
58. Closer to the Bone - Louis Prima (1954)
59. Pennies from Heaven - Louis Prima (1954)
60. Honey Love - The Drifters (1954)
61. Ling Ting Tong - The Five Keys (1954)
62. Mambo Italiano - Rosemary Clooney (1954)
63. Mr. Sandman - The Chordettes (1954)
64. Rock Around the Clock - Bill Haley & his Comets (1954)
65. Sh-Boom (Life Could Be a Dream) - The Crew-Cuts (1954)
66. When You're Smiling - Louis Prima (1954)
67. Ain't That a Shame - Fats Domino (1955)
68. Bo Diddley - Bo Diddley (1955)
69. In the Still of the Night - The Five Satins (1955)
70. Mannish Boy - Muddy Waters (1955)
71. Held for Questioning - Farell Draper (1955)
72. I Put a Spell on You - Screamin' Jay Hawkins (1956)
73. 900 Miles - Billy Merman (1956)
74. Springtime in Monaco - Billy Merman (1956)
75. Long Tall Sally - Little Richard (1956)
76. One Kiss Led to Another (Brazil) - The Coasters (1956)
77. Smokestack Lightnin' - Howlin' Wolf (1956)
78. Speedo - The Cadillacs (1956)
79. Why do Fools fall in Love - Frankie Lymon & The Teenagers (1956)
80. Keep A-Knockin' - Little Richard (1957)
81. Nadine - Chuck Berry (1957)
82. Not Fade Away - Buddy Holly (1957)
83. Stood Up - Ricky Nelson (1957)
84. All I Have To Do Is Dream - The Everly Brothers (1958)
85. At the Hop - Danny & The Juniors (1958)
86. Book of Love - The Monotones (1958)
87. C'mon Everybody - Eddie Cochran & Jerry Capehart (1958)
88. Don't Let Go - Roy Hamilton (1958)
89. Donna - Ritchie Valens (1958)
90. Forty Miles of Bad Road - Duane Eddy (1958)
91. Framed - The Coasters (1958)
92. Got My Mojo Working - Muddy Waters (1958)
93. Let the Good Times Roll - Sam Butera & The Witnesses (1958)
94. Lucille - Little Richard (1958)
95. Maybe - The Chantels (1958)
96. Moovin 'n' Groovin - Duane Eddy (1958)
97. Ooh, Baby, Ooh - Dave Appell & The Applejacks (1958)
98. Rave On - Buddy Holly (1958)
99. Rebel Rouser - Duane Eddy (1958)
100. Return to Me - Dean Martin (1958)
101. Summertime Blues - Eddie Cochran (1958)
102. Tequila - The Champs (1958)
103. That'll Be the Day - Buddy Holly (1958)
104. The Peanut Vendor - Perez Prado (1958)
105. Who Do You Love - Bo Diddley (1958)
106. You Can Have Her - Roy Hamilton (1958)
107. Cannonball - Duane Eddy (1959)
108. Come On, Let's Go - Ritchie Valens (1959)
109. Come Softly to Me - The Fleetwoods (1959)
110. Let It Snow - Dean Martin (1959)
111. Manhattan Spiritual - Reg Owen Orchestra (1959)
112. Money (That's What I Want) - Barret Strong (1959)
113. My Guardian Angel - Jim Breedlove (1959)
114. Ain't That a Kick in the Head - Dean Martin (1960)
115. Teen Beat - Sandy Nelson (1960)
116. Boom Boom - John Lee Hooker (1962)
117. Java - Al Hirt (1963)
118. No Particular Place to Go - Chuck Berry (1964)

## Tiếp thị và phát hành
Một đoạn trailer ngắn giới thiệu về Mafia II được phát hành vào tháng 8 năm 2007.Đoạn trailer thứ hai được phát trên chương trình Spike VGA vào ngày 14 tháng 12 năm 2008. Một đoạn trailer khác được phát hành vào ngày 15 tháng 1 quay lại 30 giây của đoạn cutscene.
Đoạn gameplay đầu tiên được phát trên Gamespot vào ngày 17 tháng 4 năm 2009 cùng với bài phỏng vấn với giám đốc sản xuất Denby Grace. Đoạn gameplay quay lại những cảnh bắn nhau, lái xe cũng như độ chân thật đồ họa.Về sau, đoạn phỏng vấn bị lược bỏ.
Đoạn trailer thứ ba được phát hành trên website vào ngày 28 tháng 5 năm 2009.Từ ngày 1 tháng 6 năm 2009 có đến 4 đoạn trailer ngắn được đăng tải lên website của Mafia II.Đoạn trailer đầu tiên trong bốn đoạn này có tên "The Art Of Persuasion" (Bức họa của lòng tin), với nhạc nền là bài "Mercy, Mr Percy" của nghệ sĩ nữ Varetta Dillard.
Một đoạn trailer khác cắt một vài cảnh từ nhiệm vụ "The Buzzsaw".Đoạn video cho người chơi biết được số phận của tên mập Sidney. Vào ngày 27 tháng 3 năm 2010, một đoạn trailer khác cho người chơi thấy hệ thống đồ họa và quần áo trong game.
Vào ngày 3 tháng 8 năm 2010, Sheridyn Fisher - một khuôn mặt của hãng Playboy, chính thức trở thành đại sứ của Mafia II.Sự tham gia của Sheridyn Fisher đã thúc đẩy việc 2K thỏa thuận với Playboy lấy 50 hình bìa của tạp chí trở thành vật sưu tầm trong game. Bản demo được phát hành vào ngày 10 tháng 8 năm 2010 trên các hệ máy Steam, Xbox Live Marketplace và PlayStation Network.

### Phần thưởng pre - order (đặt trước)
Vào ngày 26 tháng 5 năm 2010, có bốn gói phần thưởng dành cho những ai đã đặt mua game trước ở Mỹ và châu Âu.Gói phần thưởng Vegas bao gồm hai chiếc xe mới và bộ đồ cho Vito.Gói phần thưởng War Hero (anh hùng chiến tranh) bao gồm hai chiếc xe quân sự và vài bộ đồ có thể tải được từ GameStop và EBGames.Gói phần thưởng Renegade (kẻ phản đảng) bao gồm hai xe thể thao và 2 chiếc áo khoác cho Vito có thể tải được từ Amazon.Gói phần thưởng Greaser bao gồm hai chiếc xe tốc độ cao (hot rod) và hai bộ đồ chỉ dành cho khách hàng của Bestbuy. Hiện tại, những gói đặt trước đã có thể mua được từ PlayStation Network, Xbox Live và Steam.Vào ngày 26 tháng 5 năm 2010, một bản thu thập phần thưởng được bổ sung cho Mafia II.

### Phiên bản trên PS3
Phiên bản trên PS3 trở thành chủ đề tranh luận chính của game thủ trên diễn đàn Mafia II khi giám đốc tiếp thị Elizabeth Tobey chỉ ra rằng phiên bản PS3 có nhiều khuyết điểm về đồ họa so với các phiên bản trên PC, XBOX 360 bao gồm nền đồ họa 3D, vũng máu và độ chân thực của những bộ quần áo. Những chi tiết này được đồ họa trong những giai đoạn đầu của quá trình thiết kế nhưng bị lược bỏ để tăng tốc độ tải khung hình (fps - frame per second).
Sau khi được phát hành, phiên bản PS3 nhận được số điểm ngang bằng thậm chí hơn cả phiên bản XBOX 360 từ Destructoid và Nowgamer (trang web chấm điểm game trên nhiều hệ máy hơn là trên một hệ máy). Metacritic chấm cả hai phiên bản cùng số điểm 74/100, GameRankings chấm phiên bản XBOX 360 hơn phiên bản PS3 4 điểm dựa trên nhiều chi tiết.

### Phiên bản tải xuống từ trên mạng
Ba phiên bản có thể tải xuống từ trên mạng được phát hành.Phiên bản đầu tiên có tên "The Betrayal of Jimmy" (Sự phản bội của Jimmy) được phát hành trên hệ máy PS3 là một phiên bản đặc biệt miễn phí cho những người mới mua game sau này.Sony phát hành phiên bản này vào ngày 15 tháng 3 năm 2010 vào hội chợ E3 2010.
Phiên bản thứ hai có tên "Jimmy's Vendetta" được phát hành trên các hệ máy PlayStation Network, Xbox Live Marketplace, và Steam vào ngày 7 tháng 9 năm 2010. Phiên bản thứ ba có tên "Joe's Adventures" (Những chuyến phiêu lưu của Joe) được phát hành vào ngày 23 tháng 11 năm 2010.Phiên bản thứ ba này tập trung vào nhân vật Joe trong lúc Vito bị bắt vào tù, Joe đi truy tìm kẻ đã khai ra Vito và làm một số nhiệm vụ nhất định.Phiên bản thứ ba này có độ dài khoảng 8 giờ chơi.
Công ty 1C của Nga chính thức phát hành phiên bản mở rộng của Mafia II cho thị trường Nga.Phiên bản này bao gồm bốn gói phần thường (Vegas, Renegade, Greaser và War Hero), ba phiên bản download "The Betrayal of Jimmy", "Jimmy's Vendetta" và "Joe's Adventures".Phiên bản mở rộng này được phát hành vào ngày 3 tháng 12 năm 2010 trên hệ máy PS3 và PC.Phiên bản mở rộng giống của 1C được phát hành ở thị trường châu Âu có tên Mafia II: Director's Cut trên các hệ máy PC, Mac OS X.

### Phiên bản trên di động
Một phiên bản Mafia II được phát hành trên di động và smartphone bởi Connect2Media.Phiên bản này có một cốt truyện khác hẳn so với Mafia II, phiên bản này tập trung vào nhân vật Marco Russetto - một gangster của gia đình Salieri.

## Sự tiếp nhận
| Nguồn      | Số điểm    | Thông báo |
| ---------- | ---------- | --------- |
| IGN        | 7.0/10(PC) | Khá       |
| Gamespot   | 8.5/10(PC) | Tốt       |
| Metacritic | 77/100(PC) | Khá       |

Phần lớn giới phê bình đánh giá tốt về Mafia II.IGN chấm Mafia II 7/10 và nhận xét "Mafia II là một game có phong cách hành động mạnh mẽ và có chế độ lái xe thú vị - chỉ đừng để ý đến thế giới mở của nó".IGN AU chấm Mafia II 8/10 và nhận xét "Mafia II là một game có cốt truyện sâu sắc, phong cách hành động mạnh mẽ.Tôi mất gần 11 - 12 giờ để chơi Mafia II, và những ai đam mê thế giới ngầm chắc chắn không nên bỏ qua game này".Gamespot chấm Mafia II 8.5/10 và nhận xét "Phong cách hành động và cốt truyện sâu sắc của Mafia II khiến nó trở thành một chuyến phiêu lưu tuyệt vời và bạo lực".Game Informer chấm Mafia II 9.0/10 và nhận xét "Trong một game hay bao giờ cũng có yếu tố cốt truyện và "điện ảnh", Mafia II đã vẽ nên một bức tranh về một thế giới ngầm mà trong đó nổi bật lên tình bạn, gia đình, lòng trung thành, sự phản bội và lợi dụng giữa các gangster".
Những ý kiến phê bình phần lớn đến từ Eurogamer, hãng chấm game này chấm Mafia II 4.0/10 và nhận xét "Mafia II kết thúc bằng việc giết chết những ông trùm mafia.Game có một cốt truyện nhàm chán với gameplay lặp lại, thức dậy mỗi sáng rồi lại về nhà", A.V. Club chấm Mafia II D+ và nhận xét "Những hành động và âm mưu chán ngắt trong game đã khiến Mafia II trở thành một game chơi qua đường". Zero Punctuation's Ben Croshaw nhận xét Mafia II là một game chung chung và cho rằng nhân vật Vito chẳng khác gì nhân vật chính trong GTA IV.
Mafia còn được đánh giá là game tục nhất, đặc biệt là từ "fuck" bởi trong bất cứ lời nói nào của Vito hay Joe và các nhân vật khác đều có từ này (ví dụ như khi Vito đến cảnh báo Leo thoát khỏi đám đệ tử của Falcone nhưng Leo cứ từ từ thì Vito đã nói lại "What the fuck happen with you").Nó đã đánh đổ kỷ lục chửi tục nhiều nhất của game The House of the Dead: Overkill.
Mafia II cũng bị fan của dòng game chỉ trích vì đã lược bỏ rất nhiều chi tiết quan trọng vào những giai đoạn cuối trong quá trình thiết kế game.Tất cả những vũ khí cầm tay trong phiên bản trước như gậy bóng chày, móc sắt, dao,...đều bị lược bỏ trong game.Lúc đầu người chơi tưởng rằng có thể đạt được trong quá trình chơi, nhưng về sau Jack Scalici - giám đốc phát triển của 2K chính thức phủ nhận sự tồn tại của vũ khí cận chiến trong game.Bản đồ trong thế giới mở quá nhỏ cũng là một vấn đề đối với Mafia II, toàn bộ Empire Bay chỉ rộng khoảng 10 dặm vuông Anh.